# 레고 레이서
《레고 레이서》(LEGO Racers)는 레고 경주차 PC 게임이다. 레고로 자신만의 차량을 만들어 경주를 벌이는 게임. 게임에 영향을 끼치는 건 차체 뿐으로, 나머지는 어떻게 조합하더라도 게임상에서의 영향은 없다. 자신이 원하는 차체 하나 골라서 맘대로 조립해서 그냥 즐기면 되는 가벼운 형식의 게임.
게임 내에 등장하는 아이템을 습득하는 것으로 상대를 방해하거나 속도를 내거나 하는 아이템전 레이싱 게임 옵션으로 싱글레이스의 적들을 없애는 것도 가능하고 여러가지로 sf적요소와 판타지적 요소도 섞인 게임. 사실 레고레이서 2와는 매우 다른 방식으로 하기 때문에 레고레이서 2도 하면 여러가지로 재미가 쏠쏠하다.

## 게임 진행 방법
종방향으로 진행되며 해당 스테이지를 클리어하면 해당 스테이지의 보스의 차체와 조립 세트를 제공 받는다. 스테이지 7을 제외하고는 3개의 스테이지에 4개의 코스가 제공된다. 4~6은 1~3 스테이지의 미러 버전으로 스테이지 7은 코스가 1개만 제공되며 맵이 어렵다. 그리고 7탄은 순간이동을 자주 해서 순간이동을 하지 않으면 이기기 힘들다. 대신 익숙해지면 순간이동 없이 공격만으로 이길 수도 있다. 맵들마다 장애물이 있고 없는 맵도 있지만 장애물이 피하기 어려운 것도 있어서 까다롭다. 두명이서 같이 플레이를 할 수 있기 때문에 옵션에서 선택해 잘린 화면으로 플레이가 가능하다.

## 게임 내 보스와의 대화 내용
- 1탄 보스와의 대화내용: 아아. 높은 바다에서, 또는 땅에서... 넌 나와의 경주에서 이길 수 없다! 그래서, 네가 이긴다면 내게 친구같은 이 차를 주지! 하, 하.
  - 1탄 보스를 이겼을 시 대화내용: 축하한다! 너에게 이 레드비어드 선장의 차 세트를 선물하지!!

- 2탄 보스와의 대화내용: 나. 킹 카후카. 널 부족의 드럼처럼 이길거다... 그리고 봐라 승리의 춤을. Ook-Ah-Ook-Ook.
  - 2탄 보스를 이겼을 시 대화내용: 축하한다! 너에게 이 킹 카후카의 차세트를 선물로 주겠다!!

- 3탄 보스와의 대화내용: 히이스, 승리는 기대하지 않는다... 하지만 바질 박쥐 주인의 무서운 힘에 반항하지 말라.
  - 3탄 보스를 이겼을 시 대화내용: 축하한다! 너에게 바질 더 배트 로드의 차 세트를 선물로 주마!!

- 4탄 보스와의 대화내용: 안녕 난 너에게 경고를 하나 할게. 나와 내 차는 어떤 경기든 이길 준비가 되어있지... 어쨋든 행운을 빈다.
  - 4탄 보스를 이겼을 시 대화내용: 축하한다! 너에게 조니 썬더의 차 세트를 선물로 줄게!!

- 5탄 보스와의 대화내용: 아. 그래서 당신이로군.[2] 나, 배론 본 바론은 너와 경주하겠다... 운드 나는 내 차를 등록하겠다. 흠.
  - 5탄 보스를 이겼을 시 대화내용: 축하한다! 너에게 배론 본 바론의 차 세트를 주마!!

- 6탄 보스와의 대화내용: 그래. 네가 나같은 베테랑 파일럿을 앞다투어 앞지를 수 있다고 생각해? 난 네 시도를 보고싶군!
  - 6탄 보스를 이겼을 시 대화내용: 축하한다! 너에게 집시모스의 차 세트를 주마!!

- 7탄 보스와의 대화내용[3]
  - 타임레이스 보스 : 축하해요!! 당신은 당신이 레고 챔피언이 될 자격을 증명했습니다! 하지만 아직 안 끝났습니다...당신을 만나길 기다리는 사람이 있습니다. 로켓레이서.
  - 7탄 보스 : 드디어! 가치있는 상대를 만났군, 하지만 네가 원한다면 네가 내 트랙에서 최선을 다해 경주에서 날 이겨야해! 준비됐나? 나는 널 기다리고 있을거야... 결승선에서!
  - 7탄 보스를 이겼을 시 대화내용: 축하해! 나는 네가 우승할 것을 알고있었다, 친구! 넌 이 차를 가질 자격이 있어, 너에게 로켓 레이서 차 세트를 준다! 너는 모든 시대에 가장 위대한 레고 레이싱 챔피언이야!

유일하게 로켓레이서와 베로니카 볼티지만 이겼을 시 대화내용이 다르다.
- 타임 레이스 보스와의 대화내용[4]
  - 타임 레이스를 이겼을 시 대화내용: 당신은 저의 가장 최고의 레이싱 기록을 깨고 레고 레이싱 경주에서 가장 빠르다는 것을 하나로 입증했어요......(말이 끊긴 부분이다.) ......제 차를 드리죠!

## 아이템 목록
- 빨간색 블록 (공격)
  - 포탄: 직선으로 날아가는 것 같지만, 약간의 유도성능이 첨부된 포탄. 사정거리가 짧지만 습득 즉시 앞에 있는 상대방을 공중으로 띄워 버리며 흰색의 조합 블록을 한개 떨어뜨리게 한다.
  - 자석 갈고리 (빨간색 블록 + 조합 블록): 전방에 있는 적을 잡아 끌어당기면서 자신은 앞으로 나간다. 레이싱게임에서 흔히 볼 수 있는 자석 아이템과 흡사하다. 하지만 잘못 조준되면 오히려 상대방을 앞으로 보내줄 수도 있고 제한시간이 지나면 자신이 앞으로 가기도 전에 사라지니 주의해야한다.
  - 전기 요술봉 (빨간색 블록 + 조합 블록 X2): 지속적으로 전기를 전방으로 발사한다. 전기에 맞은 상대방 차량은 공중으로 뜨면서 조합 블록을 떨어뜨리게 하지만 따라서 2개도 가능하다. 일부러 천천히 달리면서 상대방의 조합 블록을 전부 빨아먹는 것도 하나의 재미이다. 이 전기는 3-3,3-4,6-1,6-2에서 장애물로 나오고 맞으면 조합 블록을 떨어뜨린다.
  - 유도 미사일 (빨간색 블록 + 조합 블록 X3): 3연발의 유도미사일이지만 유도 성능이 영 좋지 않다. 그래도 화면에는 보이지 않는 멀리있는 적을 타격하며, 타격당하면 공중으로 뜨면서 한바퀴 돌아간다. 비행 터보와 함께 사용하면 전투기를 연출해 볼 수 있다. 조합 블록을 3개에서 2개정도 떨어뜨리게 하는 것도 가능하다. 문제는 벽에 자주 부딪혀서 사라지고 지름길을 열 때는 매우 안좋으니 다른 공격을 사용하는게 더 좋다. 이 기술로 로켓 레이서의 조합 블록을 모두 떨어뜨리게 해서 자신이 먹는것도 재미있다.

- 파란색 블록 (쉴드)
  - 파란 방어막: 짧은 시간을 가지고 있는 보호막. 특별한 성능은 없지만 모든 공격과 지뢰를 막을 수 있다.
  - 초록 방어막 (파란색 블록 + 조합 블록): 파란 방어막과 같으나 지속 시간이 조금 더 길다.
  - 노란 방어막 (파란색 블록 + 조합 블록 X2): 막아낸 빨간색 블록인 포탄과 유도 미사일의 공격을 상대방에게 되돌려 주며 옆에 근접하는 상대 차량을 미끄러지게 한다. 즉, 기름과 같은 능력도 있다는 뜻이다.
  - 빨간 방어막 (파란색 블록 + 조합 블록 X3): 노란 방어막과 같으나 지속 시간이 좀 더 길다.

- 노란색 블록 (방해)
  - 기름: 기름을 깔아놓는다. 평범한 트랩, 상대 차량이 밟으면 미끄러진다. 추가로 방향을 잘못가게 하는 것도 가능.
  - 화약통 (노란색 블록 + 조합 블록): 화약통을 뒤에 차량을 향해 던진다. 포탄을 맞은 것처럼 공중에 붕 뜬다. 기름과는 다르게 설치형 트랩이 아니라 뒤쫓아 오고 있는 상대를 견제하는 아이템. 하지만 별로 상대방이 맞을 확률이 좋지 않다. 맞았을 시 조합 블록을 떨어뜨리게 하는 것이 불가능하다.
  - 위성자석 (노란색 블록 + 조합 블록 X2): 자석을 설치해놓는다. 자석에 사로잡힌 상대 차량은 붙잡혀서 앞뒤로 왔다갔다한다. 지속 시간이 꽤 길기 때문에 걸리면 골치아픈 트랩. 자기가 썼을 땐 자신은 절대로 걸리지 않는다.
  - 미이라의 저주 (노란색 블록 + 조합 블록 X3): 지나가는 상대 차량에게 좌우 반전 효과를 주고 속도도 저하된다. 방향키만 반대로 바뀌는 것이기 때문에 숙달된 플레이어에게는 소용 없다. 그리고 이 아이템의 재미는 바로 전염이 가능하다는 것. 저주에 걸린 차량이 옆 차량에 다가가면 그 차량도 옮아 버린다. 컴퓨터에게 걸어주면 정신을 못차리니, 나의 저주를 함께 나누도록 하자. 하지만 자신은 걸리지 않았을 시 다른 차량과 부딪히면 매우 치명적이다. 3-3과 6-2맵에 마지막 3개의 갈림길에서 내리막길과 오르막길 중 한 곳(내리막길에 나타날 시에는 두 곳)에서 이 지뢰가 나타난다.

- 초록색 블록 (부스터)
  - 부스터: 평범한 부스터이다. 시작할 때 Go랑 타이밍이 조금 맞지 않을 시 등장한다.
  - 2단 부스터 (초록색 블록 + 조합 블록): 조금 더 큰 부스터이며 지속시간이 조금 더 길다. 시작할 때 Go와 타이밍이 일치할 때 등장한다.
  - 공중 부스터 (초록색 블록 + 조합 블록 X2): 2개의 파란색 불꽃을 내뿜으며 공중을 뜨게 된다. 가벼운 장애물이나 지면 효과를 받지 않는다. 이 상태에서 대포나 미사일을 사용하면 전투기가 된 기분을 맛볼 수 있다. 하지만 드리프트를 사용하지 않으면 컨트롤이 매우 힘들다.
  - 순간 이동 (초록색 블록 + 조합 블록 X3): 먼 거리를 순간이동으로 단숨에 통과해 버린다. 너무 자주 사용하면 게임의 난이도가 급감하므로, 알아서 활용하도록 하자. 이를 비웃듯 스테이지 7의 보스는 마구잡이로 순간이동을 난사한다. 하지만 가끔씩 맵에 부딪히거나 7탄에 원모양 맵에서 반대로 가게되는 경우도 있으므로 타이밍을 잘 잡아서 사용해야한다.

## 등장인물
- 캡틴 레드비어드

1스테이지의 보스. 상당히 호전적인 성격이며 빨간 블록으로 상대방을 방해한다. 다만 파란 블록을 자주 사용해주면 별 어려움 없이 깰 수 있다.
- 킹 카후카

2스테이지의 보스. 1탄과 반대로 파란 블록을 자주 사용하는 수비적인 플레이를 지향하고 있다. 초록 블록과 노란 블록을 자주 사용하면 이길 수 있다.
- 바질 더 배트 로드

3스테이지의 보스. 어려운 코스를 다양한 아이템을 활용해나가면서 빠져나가며, 가끔씩 순간이동도 사용해서 조금만 실수하면 추월당하기 일쑤이다. 그래서 이기기 꽤 까다로우므로 자신만의 요령을 터득하는 것이 더 좋다.
- 조니 썬더

4스테이지 보스. 1스테이지의 보스와 같이 호전적인 성격이다. 1스테이지 보스에 비해 튼튼하다. 빨간 블록 이외에 다른 블록을 1스테이지 보스에 비해 많이 먹는 편이다. 그렇지만 대포를 쏘는 일은 그다지 많지 않으니 안심해도 된다.
- 배론 본(또는 폰) 바론

2스테이지와 같은 수비적인 플레이를 지향한다. 파란 블록을 그냥 사용하지 않고 노란 방어막을 더 많이 사용한다. 하지만 별로 패턴도 어렵지 않으므로 조금만 연습해주면 쉽게 이긴다.
- 집시 모스

6스테이지의 보스. 실력은 3스테이지 보스와 맞먹지만 그리 어렵지 않은 보스. 하지만 맵이 어렵고 초보자는 매우 힘들기 때문에 처음하는 분들은 매우 고전한다.
- 로켓 레이서

마지막 스테이지의 보스. 순간이동만 사용하며 혼자서만 다른 게임을 하는 보스. 상당히 빠르게 움직이지만, 순간이동을 행하기 전까지 블록을 모으므로 초반부터 열심히 견제해주면 그저 바보에 불과하다. 그리고 숙달된 사람들은 빨간 블록으로도 이긴다. 그리고 네이버에 도전, 거꾸로 로켓레이서를 공격만으로 견제하다라고 검색하면 직접 공격으로 견제한 분의 플레이 영상이 나온다.
- 베로니카 볼티지

타 작품인 레고랜드에 나오는 볼티지 교수의 손녀딸. 로켓레이서와 비교가 불가능 할 정도로 실력이 후덜덜하다. 로켓 레이서는 베로니카에 비하면 그냥 세발의 피다. 베로니카 볼티지는 다른 보스나 다른 플레이어랑 다르다. 다른 플레이어는 모두 컴퓨터가 조종하지만 베로니카는 미리 어디로 가서 어느 블록을 사용하는지 다 설정되어 있어서 아무리 먼저 블록을 가져가도 소용없고 모든 맵의 지름길을 사용한다. 3-1과 6-4의 맵은 유일하게 지름길이 없어서 사용하지 않는다. 그래서 이기기가 까다롭기 때문에 아예 포기한 사람도 많다.

## 1스테이지와 4스테이지의 졸개
- 거버너 브로드사이드
- 로브-엔-후드
- 앤 드로이드
- 파라오스 멈미

## 2스테이지와 5스테이지의 졸개
- 아일랜더
- 로열 킹
- 커맨더 콜드
- 아쿠

## 3스테이지와 6스테이지의 졸개
- 윌라 더 위치
- 블랙잭 호킨스
- 샘 시니스터
- 알파 드래고니스

## 마지막 스테이지의 졸개
- 블랙 나이트
- 애드미럴
- 게일 스톰(혹은 피핀 리드)
- 노바 헌터

## 평가
| 평가 |                                      |
| --- | ------------------------------------ |
| 통합 점수 통합사 점수 게임랭킹스 (N64) 66% [ 5 ] (PC) 75% [ 6 ] (PS) 63% [ 7 ] 평론 점수 평론사 점수 EGM (N64) 5.5/10 [ 8 ] 게임스팟 (N64) 4.6/10 [ 9 ] (PC) 7/10 [ 10 ] IGN (N64) 7.5/10 [ 11 ] (PC) 6.1/10 [ 12 ] (PS) 6.0/10 [ 13 ] 넥스트 제네레이션 [ 14 ] |                                      |
| 통합 점수 |                                      |
| 통합사 | 점수                                 |
| 게임랭킹스 | (N64) 66% (PC) 75% (PS) 63%          |
| 평론 점수 |                                      |
| 평론사 | 점수                                 |
| EGM | (N64) 5.5/10                         |
| 게임스팟 | (N64) 4.6/10 (PC) 7/10               |
| IGN | (N64) 7.5/10 (PC) 6.1/10 (PS) 6.0/10 |
| 넥스트 제네레이션 | [ 14 ]                               |